# Route nationale 207
Die N207 war eine französische Nationalstraße, die 1867 in zwei Teilen zwischen der N100 südöstlich von Reillanne und der N205 an der Pont de la Mescla im Tal der Var festgelegt wurde. Ihre Gesamtlänge betrug 145 Kilometer. 1920 gab sie den Abschnitt zwischen der N210 und N205 an die neu festgelegte N202 ab, die von da an die Route des Alpes bildete. Damit sank die Länge auf 105 Kilometer. 1973 wurde sie bis auf den Abschnitt zwischen Barrême und der ehemaligen N210 abgestuft. Dieser Abschnitt wurde 1978 Teil der N202. Im selben Jahr wurde die N564A durch Umnummerierung in N207 zum Seitenast der N7. Dieser ist seit 2006 abgestuft.

## N207a
Die N207A war von 1933 bis 1973 ein Seitenast der N207, der von dieser südlich von Oraison abzweigte und nach La Brillanne führte. Die Länge betrug 7 Kilometer.